# Tarn Flat
Koordinaten: 74° 59′ S, 162° 36′ O

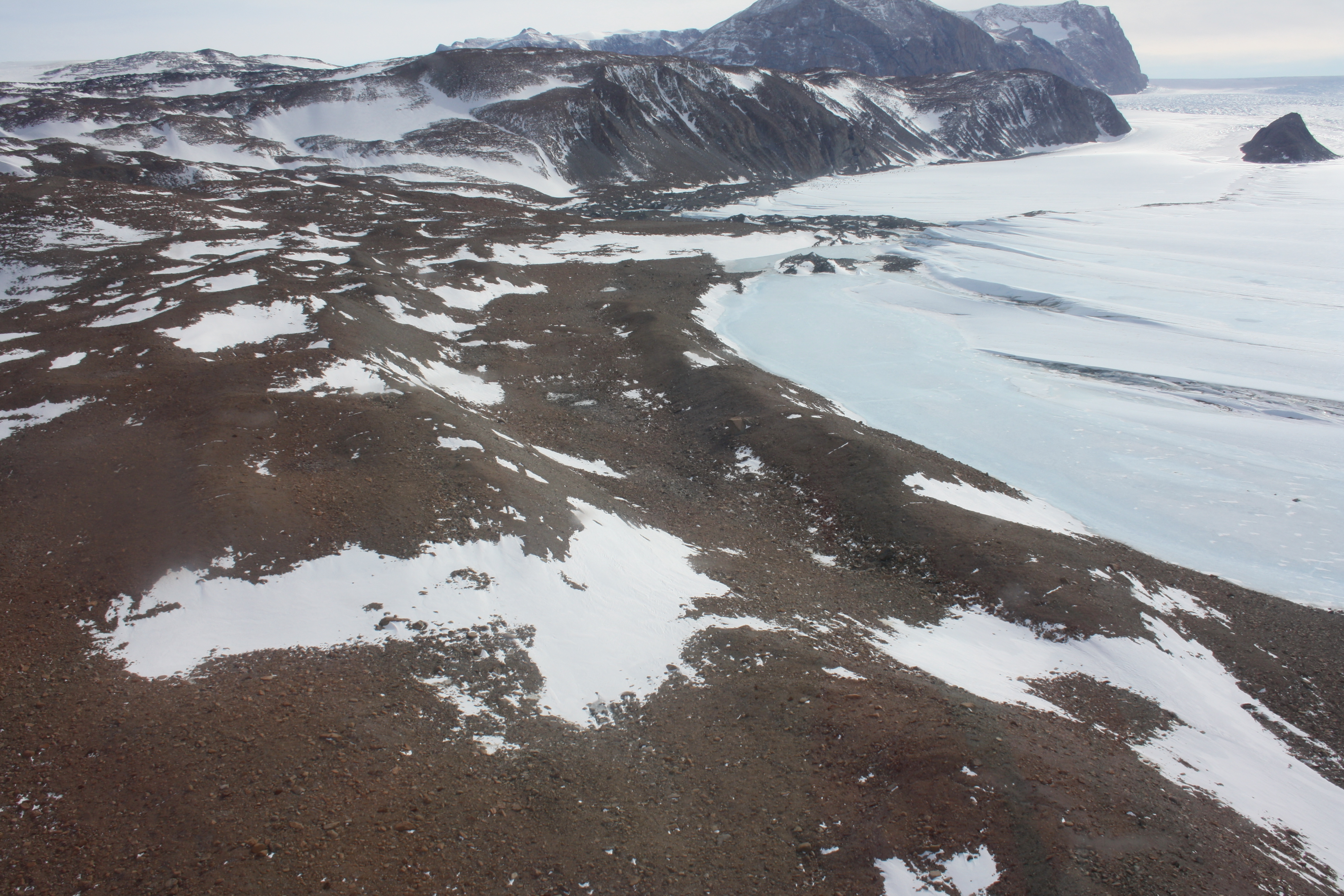
Tarn Flat (Vordergrund) und Reeves-Gletscher (rechts)

Das Tarn Flat (englisch für Tümpelebene) ist eine ausgedehnte, felsige Ebene an der Scott-Küste des ostantarktischen Viktorialands. Sie liegt östlich des Mount Gerlache und grenzt oberhalb der Terra Nova Bay an die Nordflanke des Backstairs-Passage-Gletschers.
Wissenschaftler einer von 1962 bis 1963 durchgeführten Kampagne der New Zealand Geological Survey Antarctic Expedition benannten sie nach den zahlreichen kleinen Seen und Tümpel, die sich auf der Ebene befinden.